# سفپروزیل
سفپروزیل(به انگلیسی: Cefprozil) یک آنتی‌بیوتیک سفالوسپورینی نسل دوم است. این دارو می‌تواند برای درمان عفونت‌های گوش، عفونت‌های پوستی و سایر عفونت‌های باکتریایی استفاده شود. این دارو به صورت قرص و محلول سوسپانسیون مایع تولید می‌شود.
سفپروزیل در سال ۱۹۸۳ ثبت اختراع شد و در سال ۱۹۹۲ برای استفاده پزشکی تایید شد.

## سنتز

سنتز سفپروزیل: جداسازی ایزومرها: